# Arrondissement Le Puy-en-Velay
Das Arrondissement Le Puy-en-Velay ist ein Verwaltungsbezirk im Département Haute-Loire in der französischen Region Auvergne-Rhône-Alpes. Namensgebender Hauptort und gleichzeitig Präfektur des Départements ist Le Puy-en-Velay.

## Geschichte
Am 4. März 1790 wurde mit der Gründung des Départements Haute-Loire auch ein District du Puy gegründet, der im Wesentlichen mit dem heutigen Arrondissement übereinstimmte. Der Distrikt wurde mit der Gründung der Arrondissements am 17. Februar 1800 in das neue Arrondissement Le Puy überführt.
Vom 10. September 1926 bis 1. Juni 1942 gehörte auch das Gebiet des zwischenzeitlich aufgelösten Arrondissements Yssingeaux zum Arrondissement Le Puy-en-Velay.

## Geografie
Das Arrondissement grenzt im Norden an das Arrondissement Ambert im Département Puy-de-Dôme, im Nordosten an das Arrondissement Yssingeaux, im Südosten an die Arrondissements Tournon-sur-Rhône und Largentière im Département Ardèche, im Südwesten an das Arrondissement Mende im Département Lozère (Okzitanien) und im Westen an das Arrondissement Brioude.
Im Arrondissement liegen neun Kantone:
- Emblavez-et-Meygal
- Mézenc (mit 19 von 21 Gemeinden)
- Plateau du Haut-Velay granitique (mit 10 von 26 Gemeinden)
- Le Puy-en-Velay-1
- Le Puy-en-Velay-2
- Le Puy-en-Velay-3
- Le Puy-en-Velay-4
- Saint-Paulien
- Velay volcanique

## Gemeinden
Die Gemeinden des Arrondissements Le Puy-en-Velay sind:
| 1. Aiguilhe (43002)                 | 2. Allègre (43003)                 | 3. Alleyrac (43004)                         | 4. Alleyras (43005)                |
| 5. Arlempdes (43008)                | 6. Arsac-en-Velay (43010)          | 7. Bains (43018)                            | 8. Barges (43019)                  |
| 9. Beaulieu (43021)                 | 10. Beaune-sur-Arzon (43023)       | 11. Bellevue-la-Montagne (43026)            | 12. Blanzac (43030)                |
| 13. Blavozy (43032)                 | 14. Borne (43036)                  | 15. Le Bouchet-Saint-Nicolas (43037)        | 16. Le Brignon (43039)             |
| 17. Brives-Charensac (43041)        | 18. Cayres (43042)                 | 19. Céaux-d’Allègre (43043)                 | 20. Ceyssac (43045)                |
| 21. Chadrac (43046)                 | 22. Chadron (43047)                | 23. Chamalières-sur-Loire (43049)           | 24. Champclause (43053)            |
| 25. La Chapelle-Bertin (43057)      | 26. Chaspinhac (43061)             | 27. Chaspuzac (43062)                       | 28. Chaudeyrolles (43066)          |
| 29. Chomelix (43071)                | 30. Costaros (43077)               | 31. Coubon (43078)                          | 32. Craponne-sur-Arzon (43080)     |
| 33. Cussac-sur-Loire (43084)        | 34. Espaly-Saint-Marcel (43089)    | 35. Les Estables (43091)                    | 36. Fay-sur-Lignon (43092)         |
| 37. Fix-Saint-Geneys (43095)        | 38. Freycenet-la-Cuche (43097)     | 39. Freycenet-la-Tour (43098)               | 40. Goudet (43101)                 |
| 41. Jullianges (43108)              | 42. Lafarre (43109)                | 43. Landos (43111)                          | 44. Lantriac (43113)               |
| 45. Laussonne (43115)               | 46. Lavoûte-sur-Loire (43119)      | 47. Lissac (43122)                          | 48. Loudes (43124)                 |
| 49. Malrevers (43126)               | 50. Mézères (43134)                | 51. Le Monastier-sur-Gazeille (43135)       | 52. Monlet (43138)                 |
| 53. Le Monteil (43140)              | 54. Montusclat (43143)             | 55. Moudeyres (43144)                       | 56. Ouides (43145)                 |
| 57. Le Pertuis (43150)              | 58. Polignac (43152)               | 59. Pradelles (43154)                       | 60. Présailles (43156)             |
| 61. Le Puy-en-Velay (43157)         | 62. Queyrières (43158)             | 63. Rauret (43160)                          | 64. Roche-en-Régnier (43164)       |
| 65. Rosières (43165)                | 66. Saint-Arcons-de-Barges (43168) | 67. Saint-Christophe-sur-Dolaizon (43174)   | 68. Saint-Étienne-du-Vigan (43180) |
| 69. Saint-Étienne-Lardeyrol (43181) | 70. Saint-Front (43186)            | 71. Saint-Geneys-près-Saint-Paulien (43187) | 72. Saint-Georges-Lagricol (43189) |
| 73. Saint-Germain-Laprade (43190)   | 74. Saint-Haon (43192)             | 75. Saint-Hostien (43194)                   | 76. Saint-Jean-d’Aubrigoux (43196) |
| 77. Saint-Jean-de-Nay (43197)       | 78. Saint-Jean-Lachalm (43198)     | 79. Saint-Julien-Chapteuil (43200)          | 80. Saint-Julien-d’Ance (43201)    |
| 81. Saint-Martin-de-Fugères (43210) | 82. Saint-Paul-de-Tartas (43215)   | 83. Saint-Paulien (43216)                   | 84. Saint-Pierre-du-Champ (43217)  |
| 85. Saint-Pierre-Eynac (43218)      | 86. Saint-Privat-d’Allier (43221)  | 87. Saint-Victor-sur-Arlanc (43228)         | 88. Saint-Vidal (43229)            |
| 89. Saint-Vincent (43230)           | 90. Salettes (43231)               | 91. Sanssac-l’Église (43233)                | 92. Séneujols (43238)              |
| 93. Solignac-sur-Loire (43241)      | 94. Vals-près-le-Puy (43251)       | 95. Varennes-Saint-Honorat (43252)          | 96. Les Vastres (43253)            |
| 97. Vazeilles-Limandre (43254)      | 98. Vergezac (43257)               | 99. Vernassal (43259)                       | 100. Le Vernet (43260)             |
| 101. Vielprat (43263)               | 102. Vorey (43267)                 |                                             |                                    |

## Ehemalige Gemeinden seit der landesweiten Neuordnung der Kantone
- Bis 2016: Saint-Didier-d’Allier